# Dody Dorn
Dody Jane Dorn (Santa Monica, 20 aprile 1955) è una montatrice statunitense.

## Biografia
Dody Dorn nasce a Santa Monica in una famiglia impiegata nell'industria cinematografica; suo padre era infatti uno scenografo e produttore. Fu quando iniziò a lavorare sul set cinematografico che la spinse a lavorare nel mondo del cinema come suo padre. Si fece strada iniziando a lavorare come assistente di produzione, supervisore di sceneggiatura e assistente per le location, fino a raggiungere la professione di assistente al montaggio, che ha esercitato fino al 1982. È stata anche montatrice del suono a partire dal film The Abyss, grazie al quale ha vinto il Golden Reel Award per il miglior montaggio sonoro negli effetti sonori e ha ricevuto una nomination per il miglior montaggio sonoro ai Premi Oscar.
Si è poi dedicata al montaggio di immagini. Il suo lavoro più noto è certamente quello del film Memento, per il quale ha ricevuto una nomination all'Oscar per il miglior montaggio nel 2002. Sempre con Nolan ha lavorato anche al montaggio di Insomnia.

## Filmografia

### Montatrice
- SICK: The Life & Death of Bob Flanagan, Supermasochist, regia di Kirby Dick (1997)
- I Woke Up Early the Day I Died, regia di Aris Illiopulos (1998)
- Guinevere, regia di Audrey Wells (1999)
- Memento, regia di Christopher Nolan (2000)
- Insomnia, regia di Christopher Nolan (2002)
- Il genio della truffa (Matchstick Men), regia di Ridley Scott (2003)
- Le crociate - Kingdom of Heaven (Kingdom of Heaven), regia di Ridley Scott (2005)
- Un'ottima annata (A Good Year), regia di Ridley Scott (2006)
- Year of the Dog, regia di Mike White (2007)
- Australia, regia di Baz Luhrmann (2008)
- Joaquin Phoenix - Io sono qui! (I'm Still Here), regia di Casey Affleck (2010)
- London Boulevard, regia di William Monahan (2010)
- End of Watch - Tolleranza zero (End of Watch), regia di David Ayer (2012)
- Sabotage, regia di David Ayer (2014)
- Fury, regia di David Ayer (2014)
- Ben-Hur, regia di Timur Bekmambetov (2016)
- Power Rangers, regia di Dean Israelite (2017)
- Alice e Peter (Come Away), regia di Brenda Chapman (2020)
- Zack Snyder's Justice League, regia di Zack Snyder (2021)
- Army of the Dead, regia di Zack Snyder (2021)
- Rebel Moon - Parte 1: Figlia del fuoco (Rebel Moon - Part One: A Child of Fire), regia di Zack Snyder (2023)
- Rebel Moon - Parte 2: La sfregiatrice (Rebel Moon - Part Two: The Scargiver), regia di Zack Snyder (2024)

### Montaggio sonoro
- Class, regia di Lewis John Carlino (1983)
- Figli di un dio minore (Children of a Lesser God), regia di Randa Haines (1986)
- The Big Easy, regia di Jim McBride (1986)
- The Abyss, regia di James Cameron (1989)
- Il grande regista (The Big Picture), regia di Christopher Guest (1989)
- Stato di grazia (State of Grace), regia di Phil Joanou (1990)